# Yamba (Congo)
Yamba est une localité du sud-ouest de la République du Congo, chef-lieu du district homonyme, située dans le département de la Bouenza et faisant partie de l'une des communautés urbaines de ce département.